# West of Shanghai
West of Shanghai is een Amerikaanse avonturenfilm uit 1937 onder regie van John Farrow. Destijds werd de film in Nederland uitgebracht onder de titel Ten westen van Shanghai.

## Verhaal
Gordon Creed reist naar het binnenland van China om er de rechten op olievoorraden te verkrijgen. Zijn ex-vrouw werkt in die streek als missionaris. De wrede krijgsheer Wu Yen Fang teistert het gebied en hij gijzelt de westerlingen. Het is aan Creed om de situatie te redden.

## Rolverdeling
| Acteur            | Personage        |
| ----------------- | ---------------- |
| Boris Karloff     | Wu Yen Fang      |
| Beverly Roberts   | Jane Creed       |
| Ricardo Cortez    | Gordon Creed     |
| Gordon Oliver     | Jim Hallet       |
| Sheila Bromley    | Lola Galt        |
| Vladimir Sokoloff | Chow Fu-Shan     |
| Gordon Hart       | Dokter Abernathy |
| Richard Loo       | Mijnheer Cheng   |
| Chester Gan       | Kung Nui         |